# Agrotis heterochroma
Agrotis heterochroma là một loài bướm đêm trong họ Noctuidae.